# Castle Ravenloft (board game)
Castle Ravenloft Board Game é um jogo de tabuleiro publicado em 2010 pela Wizards of the Coast. Foi o primeiro jogo a ser lançado na série de jogos de tabuleiro Dungeons & Dragons Adventure System. 
1. ↑  «Dungeons and Dragons Adventure System Board Games | Family | BoardGameGeek». boardgamegeek.com. Consultado em 4 de fevereiro de 2017